# Enneapterygius tutuilae
Enneapterygius tutuilae is een straalvinnige vissensoort uit de familie van drievinslijmvissen (Tripterygiidae). De wetenschappelijke naam van de soort is voor het eerst geldig gepubliceerd in 1906 door Jordan & Seale.